# La via del male (film 1928)
La via del male (Street of Sin) è un film del 1928, diretto da Ludwig Berger, Lothar Mendes, Mauritz Stiller e Josef von Sternberg.

## Trama
A Londra, "Basher Bill", pugile in pensione diventato criminale, finge di aver lasciato la cattiva strada aggregandosi all'Esercito della Salvezza. Il ricovero dove si trova Bill è gestito da Elizabeth, una giovane piena di grandi ideali, che fa innamorare di sé Bill, benché lui abbia già una donna, Annie, una ragazza di strada. Bill, dopo aver confessato una rapina, decide di rigare dritto per amore di Elizabeth. Annie, allora, lo denuncia alla polizia, pentendosi però subito e avvisandolo dell'arresto. Lui riesce a scappare, ma poi muore per salvare la vita di Elizabeth quando la banda dei banditi usa lei e quelli dell'Esercito della Salvezza come ostaggi contro la polizia.

## Produzione
Il film fu prodotto dalla Paramount Pictures (come Paramount Famous Lasky Corporation).

## Distribuzione
Il copyright del film, richiesto dalla Paramount Famous Lasky Corp., fu registrato il 26 giugno 1928 con il numero LP25298. Presentato da Jesse L. Lasky e Adolph Zukor, il film uscì in prima a New York il 26 maggio 1928.
Variety accreditò come cameramen Harry Fischbeck e Victor Milner.